# The Smurfs: A Christmas Carol
The Smurfs: A Christmas Carol é uma curta-metragem natalícia dos Smurfs produzida pela Sony Pictures Animation e pela Duck Studios e distribuida pela Columbia Pictures em 2011, lançada (apenas) em DVD e Blu-Ray, com o filme Os Smurfs. Esta curta-metragem foi criada pouco tempo após ser lançado o filme. A curta-metragem consiste em dois tipos de animação (animação 3D e 2D) ao longo do filme. Esse curta-metragem foi baseada na série de quadrinhos The Smurfs pelo cartunista e roteirista Peyo, e no romance A Christmas Carol de autoria de Charles Dickens.

## História
É véspera de Natal, e todos os Smurfs decoram os seus cogumelos, exceto o Ranzinza. Os seus amigos tentam fazê-lo perceber a verdadeira magia do Natal, mas pouco ligou ao que lhe disseram. Agora cabe ao Papai Smurf tentar ajudá-lo. Com a ajuda de uma das suas poções, Papai Smurf leva Ranzinza através de uma viagem mágica pelo tempo, à descoberta da verdadeira magia do Natal.

## Elenco

### Dublagem original
- Melissa Sturm como Smurfette
- Jack Angel é Papai Smurf
- George Lopez como Ranzinza
- Fred Armisen como Gênio
- Gary Basaraba é Robusto
- Anton Yelchin como Desastrado
- Hank Azaria é Gargamel